# Bundesstraße 222
Pour les articles homonymes, voir Route 222.
La Bundesstraße 222 est une ancienne Bundesstraße dans le Land de Rhénanie-du-Nord-Westphalie.

## Géographie
La Bundesstraße B 222 commençait à Meerbusch sur la B 9 et se dirigeait vers le nord dans l'arrondissement de Rhin Neuss en direction de Krefeld. Avant cela, cependant, elle fut remplacée par la sortie Meerbusch-Strümp des A 44 et A 57. L'ancien itinéraire continuait en direction du nord par Lank-Latum jusqu'à Krefeld sur la B 57/B 288.
Le 1er janvier 2008, la Bundesstraße est renommée Landesstraße 137.